# Trioxys robiniae
Trioxys robiniae är en stekelart som beskrevs av Zhiming Dong och Wang 1993. Trioxys robiniae ingår i släktet Trioxys och familjen bracksteklar. Inga underarter finns listade i Catalogue of Life.